# Валемиола (Вербано-Кузио-Осола)
Валемиола је насеље у Италији у округу Вербано-Кузио-Осола, региону Пијемонт.
Према процени из 2011. у насељу је живело 1 становника. Насеље се налази на надморској висини од 759 м.